# Pułk Piechoty im. Adama Mickiewicza
Pułk Piechoty im. Adama Mickiewicza – oddział piechoty sformowany we Włoszech w 1918 roku, w ramach Armii Polskiej we Francji, z jeńców armii austro-węgierskiej narodowości polskiej.

## Formowanie i zmiany organizacyjne
W ostatnich dniach grudnia 1918 i na początku stycznia 1919 w obozie La Mandria di Chivasso zorganizowano 12 kompanijny pułk piechoty im. Adama Mickiewicza. 

## Sztandar pułku

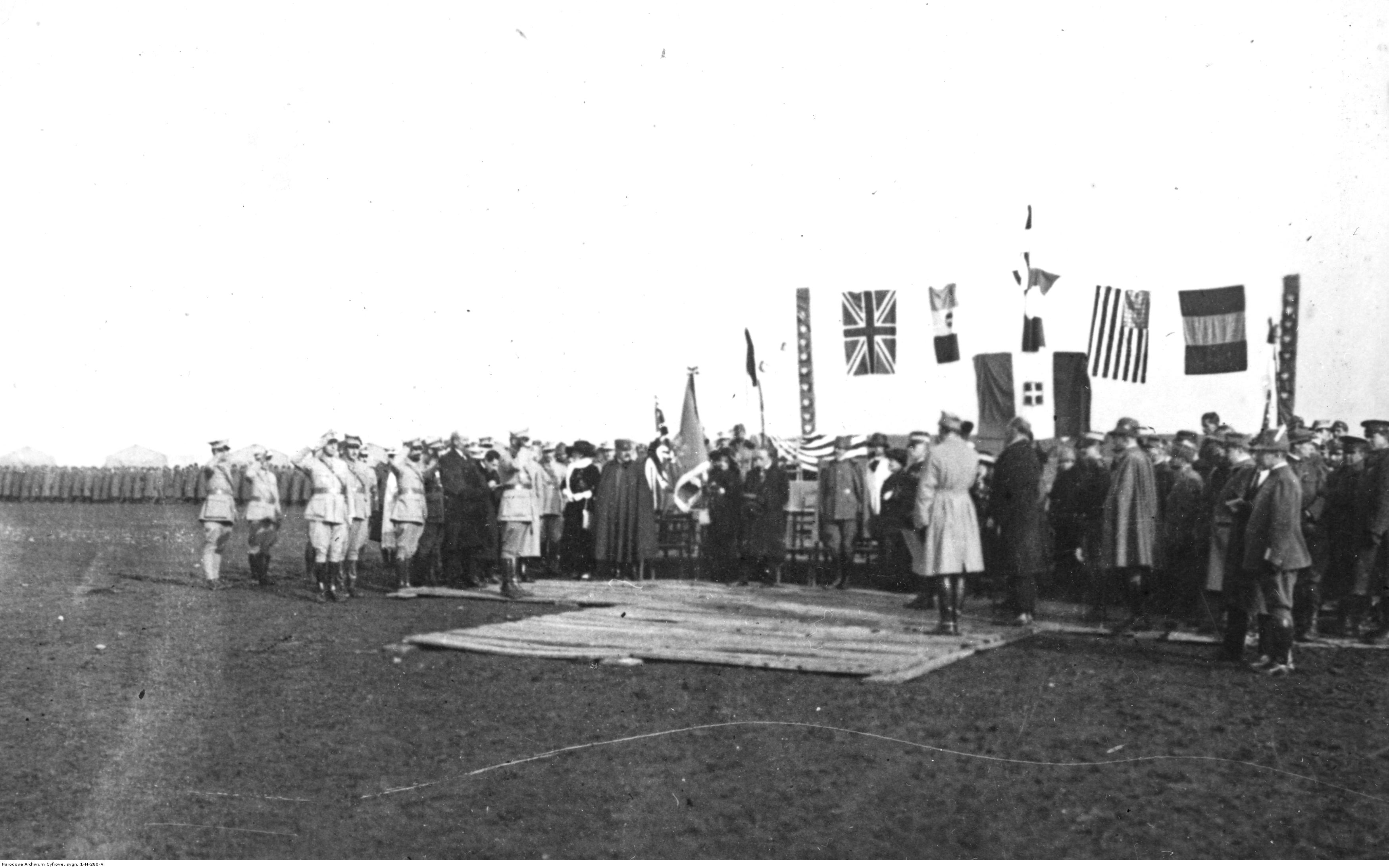
Polski obóz wojskowy w La Mandria di Chivasso - wręczenie sztandaru pułkowi im. Adama Mickiewicza 1919 r.

Uroczyste wręczenie sztandaru pułkowi im. Adama Mickiewicza nastąpiło 31 stycznia 1919 na  błoniach dawnego lotniska. Sztandar wręczyli członkowie włoskiego Towarzystwa „Pro Polonia”. Obecni byli między innymi: szef Delegacji Polskiej we Włoszech mjr Leon ks. Radziwiłł wraz z komendantem obozu Marianem Dienstl-Dąbrową, a także dowódca włoskiej 3 Armii gen. Donato Etna i jego adiutant płk Vilaerli di Viverone, gen. Stefano Lombardi, gen. Piazza, gen. Michele Eraldo Rho, kpt. armii amerykańskiej I.A. Botsford, kpt. W.M. Mac Lood i E.C. Edmunds, pułkownicy Pasta i Rodrigues, komendant wojskowy miasta Chivasso kpt. Gambarana. W czasie uroczystości żołnierze złożyli przysięgę na nowy sztandar. Mszę świętą odprawił kapelan obozu ks. Galas.

## Żołnierze pułku
| Obsada pułku 1 stycznia 1919 | Obsada pułku 1 stycznia 1919       | Obsada pułku 1 stycznia 1919 |
| Stanowisko                   | Stopień, imię i nazwisko           | czasokres                    |
| ---------------------------- | ---------------------------------- | ---------------------------- |
| dowódca pułku                | kpt. Karol Golachowski             | XII 1918 –                   |
| adiutant pułku               | podporucznik Marian Kucharski      |                              |
| dowódca I batalionu          | porucznik Wachowski Marcin         |                              |
| dowódca 1 kompanii           | podporucznik Snarski Michał        |                              |
| dowódca 2 kompanii           | podporucznik Bommer Józef          |                              |
| dowódca 3 kompanii           | podporucznik Pasterczyk Adolf      |                              |
| dowódca 4 kompanii           | podporucznik Witowski Jan          |                              |
| dowódca II batalionu         | porucznik Butyter Emil             |                              |
| dowódca 5 kompanii           | podporucznik Bojanowski Marjan     |                              |
| dowódca 6 kompanii           | podporucznik Stec Jan              |                              |
| dowódca 7 kompanii           | podporucznik Pawlik Tadeusz        |                              |
| dowódca 8 kompanii           | podporucznik Posochowski Stanisław |                              |
| dowódca III batalionu        | porucznik Kaucki Józef             |                              |
| dowódca 9 kompanii           | podporucznik Ziobro Andrzej        |                              |
| dowódca 10 kompanii          | podporucznik Kręczyński Tadeusz    |                              |
| dowódca 11 kompanii          | podporucznik Krzemiński Wincenty   |                              |
| dowódca 12 kompanii          | podporucznik Orzechowski Roman     |                              |